# IC 4459
IC 4459 ist eine Spiralgalaxie vom Hubble-Typ Sb im Sternbild Bärenhüter am Nordsternhimmel. Sie ist schätzungsweise 398 Millionen Lichtjahre von der Milchstraße entfernt und hat einen Durchmesser von etwa 60.000 Lj.

Im selben Himmelsareal befinden sich u. a. die Galaxien NGC 5672 und IC 4460.
Das Objekt wurde am 9. Juli 1896 von Stéphane Javelle entdeckt.